# Nepean-Insel
Nepean (englisch Nepean Island) ist eine Insel im Territorium der Norfolkinsel, einem australischen Außengebiet im Pazifischen Ozean.
Die Insel ist Teil der Norfolk Ridge, eines unter dem Meeresspiegel liegenden Gebirgskamms, der sich von Neukaledonien aus über 1000 km südwärts hinzieht. Das ungefähr 10 ha große unbewohnte Eiland liegt rund einen Kilometer südlich der Küste der Norfolkinsel. Etliche auf Nepean abgebaute Sandsteine wurden in der englischen Kolonialzeit in deren Hauptstadt Kingston verbaut. Heute wird die Insel nur noch von zahlreichen Seevögeln bevölkert.